# Rio Ducaşul de Jos
O Rio Ducaşul de Jos é um rio da Romênia, afluente do Ilva, localizado no distrito de Mureş.